# Eumops underwoodi
Eumops underwoodi е вид бозайник от семейство Булдогови прилепи (Molossidae). Видът е почти застрашен от изчезване.

## Разпространение
Разпространен е в Белиз, Гватемала, Коста Рика, Мексико, Никарагуа, Салвадор, САЩ и Хондурас.